# Randatjärnen (Edefors socken, Norrbotten, 735811-173428)
Randatjärnen är en sjö i Bodens kommun i Norrbotten och ingår i Luleälvens huvudavrinningsområde.